# یحیی یکم تجیبی
مظفربالله یحیی بن منذر تجیبی دومین حاکم ملوک‌الطوایف ساراگوسا در شرق اندلس بود. او پسر منذر یکم، نخستین حاکم آن بود. حکومت او از سال ۱۰۲۲ (وفات پدرش) تا چهارده سال بعد، ۱۰۳۶ میلادی (هنگام وفاتش) بود. پس از او، پسرش منذر دوم تجیبی به حکومت رسید.